# Jayme Marques
Jayme Marques (Campo Grande, 12 de juny de 1936) és un guitarrista, cantant, arranjador i compositor brasiler.
Marques va introduir la música brasilera a Europa durant la dècada de 1960, així com la Bossa Nova, primer a Espanya i després a Anglaterra. També va fer arribar aquesta música al Japó on va dirigir l'Orquestra Orfeo Negro al Copacabana Club al districte d'Akasaka, a Tòquio.
Al llarg de la seva llarga carrera musical ha publicat nombrosos àlbums d’estudi, en directe, recopilacions, bandes sonores i col·laboracions, participant també en diversos espais televisius. Ha rebut diferents reconeixements, convertint-se en una icona de la música brasilera a Espanya i en un gran promotor del jazz en directe. Marques sempre ha actuat acompanyat dels seus músics amb l’únic suport de la seva guitarra, cosa que li ha valgut un gran respecte dins el món musical i l'ha convertit en una figura indispensable en els clubs de jazz de tot Europa.
Marques ha col·laborat i compartit escenari amb artistes internacionals com Jacques Brel, Tom Jones, Maria Creuza, Pat Metheny, Josephine Baker, Matt Monro, Celia Cruz, Machito, Agostinho dos Santos, Lionel Hampton, Thad Jones, Cachao o Maysa Matarazzo, així com diferents cantants i músics espanyols com Pedro Iturralde, Paco de Lucía, Augusto Algueró, Emilio Aragón, Pedro Ruy-Blas, Natalia Millán, Tete Montoliú, Natalia Dicenta, Genia Tobin o Joan Manuel Serrat, entre d'altres.
Jayme Marques és el pare del també compositor i pianista Carlos Marques.